# رونتگن ۶۴۰۱
سیارک ۶۴۰۱ (به انگلیسی: 6401 Roentgen، نامگذاری:1991GB2) شش هزار و چهارصد و یکمین سیارک کشف شده‌است که در ۱۵ آوریل ۱۹۹۱ کشف شد.
قدر مطلق سیارک برابر ۱۲٫۷۰ است.